# ヨーソロー! 未来へよろしく
「ヨーソロー! 未来へよろしく」（ヨーソロー みらいへよろしく）は、光GENJIの25枚目のシングル。1994年4月28日（木曜日）にポニーキャニオンから発売された。

## 収録曲
1. ヨーソロー! 未来へよろしく
  - 作詞：松井五郎　作曲：後藤次利　編曲：根岸貴幸
2. 僕らのREASON
  - 作詞：森田由美　作曲・編曲：水島康貴
3. ヨーソロー! 未来へよろしく（MINUS LEAD VOCAL KARAOKE）
4. 僕らのREASON（MINUS LEAD VOCAL KARAOKE）

## 記録
売上枚数は公称8,7万枚。オリコンで週間10位を記録した。